# Leeds-Nord et Grenville-Nord
Pour les articles homonymes, voir Leeds (homonymie) et Grenville.
Leeds-Nord et Grenville-Nord fut une circonscription électorale fédérale de l'Ontario, représentée de 1867 à 1904.
C'est l'Acte de l'Amérique du Nord britannique de 1867 qui créa le district électoral de Leeds-Nord et Grenville-Nord. La circonscription de Grenville-Sud fut limitrophe de Grenville. Abolie en 1903, la circonscription fut intégrée dans Grenville et dans Leeds.

## Géographie
En 1882, la circonscription de Leeds-Nord et Grenville-Nord comprenait:
- Les cantons de South Elmsley, Wolford, Oxford et South Gower
- Les villages de Smith's Falls, Kemptville et Merrickville

## Députés
1. 1867-1874 — Francis Jones, CON
2. 1874-1896 — Charles Frederick Ferguson, L-C
3. 1896-1900 — Francis Theodore Frost, PLC
4. 1900-1904 — John Reeve Lavell, CON

- CON = Parti conservateur du Canada (ancien)
- L-C = Parti libéral-conservateur
- PLC = Parti libéral du Canada